# Declare Independence
Declare Independence é uma música da cantora islandesa Björk, terceiro single para o álbum Volta, de 2007.

## Faixas

### CD
1. "Declare Independence" (Mark Stent Mix)
2. "Declare Independence" (Ghostigital In Deep End Dance 12" Remix)
3. "Declare Independence" (Matthew Herbert 12" Mix)
4. "Declare Independence" (Mark Stent Instrumental)

### DVD
1. "Declare Independence" - Video clipe, dirigido por Michel Gondry.

### Digital EP
1. "Declare Independence" (Mark Stent Mix)
2. "Declare Independence" (Ghostigital In Deep End Dance Remix 12")
3. "Declare Independence" (Matthew Herbert 12")
4. "Declare Independence" (Mark Stent Instrumental)

### 12" vinyl record1
Lado A. "Declare Independence"  (Ghostigital 12" Mix)
Lado B. "Declare Independence"  (Mark Stent Mix)

### 12" vinyl record 2
Lado C. "Declare Independence" (Matthew Herbert 12" Mix)
Lado D. "Declare Independence" (Mark Stent Instrumental)

## Controvérsia e política

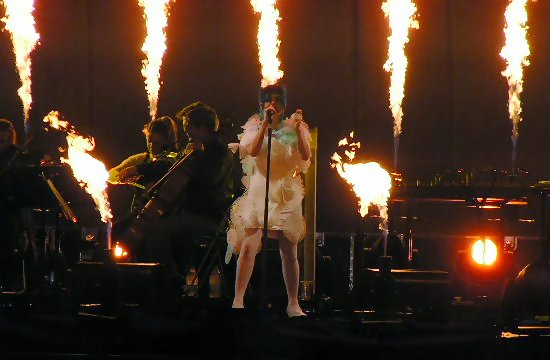
Björk apresentando no festival Fuji Rock Festival, em Niigata, Japão

Björk já utilizou performances ao vivo de "Declare Independence" para demonstrar suporte a certas causas diversas vezes, causando controvérsias.
Em 2 concertos em Tóquio, Björk mostrou seu suporte a independência de Kosovo. Quando sua performance no Festival EXIT 2008 foi cancelada, Björk sugeriu que "Talvez um sérvio estivesse em meu concerto (em Tóquio) e ligou para casa, e portanto o concerto em Novi Sad foi cancelado.". Os promotores do Festival EXIT disseram que a apresentação de Björk foi cancelada por motivos de segurança. Entretanto, a equipe de gerenciamento de Björk disse que recebeu um e-mail de Bojan Boäkovi, o organizador do Festival EXIT, pedindo para que Björk não falasse mais de Kosovo ou seu concerto seria cancelado.  
Em um concerto em Xangai, China em março de 2008, a cantora gritou "Tibet, Tibet!" após o final da música, declarando suporte a independência de Tibete. Segundo pessoas que participaram do concerto, as pessoas "sairam rapidamente do local", que "a atmosfera do local ficou estranha e inconfortável comparada com o resto do show" e que fóruns online chineses encheram de comentários negativos. O Ministério da Cultura da China em nota disse que, caso Björk fizesse isso de novo, ela seria banida da China. Após o incidente, o governo chinês começou a restringir artistas de apresentarem no país.
Em outubro de 2017, a cantora declarou suporte a independência da Catalunha usando a música através do Twitter após o referendo de independência da Catalunha.
Em agosto de 2019, a cantora declarou suporte a independência da Gronelândia usando a música através do Twitter após Donald Trump demonstrar interesse em comprar a Gronelândia da Dinamarca.

## Desempenho nas paradas
| Top (2008)                     | Melhor posição |
| ------------------------------ | -------------- |
| Itália - Singles Chart         | 19             |
| França - Singles Top 100       | 68             |
| Reino Unido - Singles Chart    | 89             |
| União Europeia - Singles Chart | 105            |